# Discografia de Núbia Lafayette
Discografia da cantora Núbia Lafayette.

## Solidão
Álbum lançado em 1961 pela gravadora RCA Camden

### Faixas
1. Solidão
2. Quem Foi
3. Prece à Lua
4. Eu Te Amo
5. Nosso Amargor
6. Minha História
7. Devolvi
8. Malhar Em Ferro Frio
9. Não Jures Mais
10. Meu Travesseiro
11. Preciso Chorar
12. Figuras de Jornal

## Devoção
Disco de carreira de Núbia Lafayette de 1962 lançado pela gravadora RCA Camden.

### Faixas
1. Ontem À Noite
2. E Tudo Calúnia
3. Saudade Malvada
4. A Outra
5. Quatro Amores
6. Página Portuguesa
7. Vila Sombria
8. Flagrante
9. Conversando Com A Saudade
10. Mais Uma Saudade
11. Tic-Tac Da Saudade
12. Devoção

## Triste Madrugada
Disco de carreira de Núbia Lafayette de 1964 lançado pela gravadora RCA Victor

### Faixas
1. A Rosa Que me Deste
2. Eu Amo, Tu Amas
3. Manjerona Óia Lá
4. Deus Mandou Você
5. Canção Que Fiz Chorando
6. Recife, Cidade Encanto
7. O Que Dói em Mim
8. Vela Branca
9. Fica Comigo
10. Eu Era Triste
11. Farolito
12. Triste Madrugada

## Nem Eu, Nem Tu, Ninguém
Álbum de 1970 lançado pela gravadora Philips.

### Faixas
1. Nem Eu, Nem Tu, Ninguém
2. Poema de Amor Sem Luz
3. Nossa Separação
4. Chuvas de Verão
5. Meu Prelúdio
6. Seus Olhos na Canção
7. E a Vida Continua
8. Varinha de Condão
9. Deixa eu Gostar de Você
10. Caixa Postal Zero Zero
11. O Tempo vai Apagar
12. Exemplo

## A Voz Quente de Núbia Lafayette
Coletânea dos sucessos de Núbia Lafayette lançada em 1971 pela gravadora RCA.

### Faixas
1. Solidão
2. Prece à Lua
3. Nosso Amargor
4. Vida
5. Segredo
6. Gente Assim Como a Gente
7. Página Portuguesa
8. Devolvi
9. Não Jures Mais
10. Preciso Chorar
11. Ontem à Noite
12. Vila Sombria
13. Devoção
14. Seria Tão Diferente